# Teti, Sardinien
Teti är en ort och kommun i provinsen Nuoro i regionen Sardinien i Italien. Kommunen hade 670 invånare (2017).